# 马克·博费特
马克·博费特（英語：Mark Beaufait，1970年5月13日—），美国男子冰球运动员，场上位置是前锋。他曾代表美国国家队参加1994年冬季奥林匹克运动会冰球比赛，获得第8名。